# Chun Wang
Chun Wang to maltański inwestor i przedsiębiorca z branży kryptowalut, pochodzący z Chin. W 2013 roku Wang był współzałożycielem F2Pool – jednej z pierwszych w Chinach i jednej z największych na świecie kopalni kryptowalut wydobywających bitcoiny.

## Życiorys
Wang urodził się w 1982 roku  w Tianjin w Chinach. Pierwszą podróż poza swoje rodzinne miasto odbył mając niewiele ponad 20 lat, a w pierwszą podróż zagraniczną wybrał się w wieku 28 lat. Porzuciwszy studia, podejmował się kilku prac programistycznych w Chinach. W 2011 roku pożyczył od ojca 40 000 dolarów, aby zainwestować w pierwsze przedsięwzięcia związane z kryptowalutami, ponosząc w pierwszych miesiącach stratę finansową. Do 2013 r. osiągnął sukcesy, zostając współzałożycielem F2Pool. W 2018 roku uruchomił przedsięwzięcie kryptowalutowe Stakefish. Przez pewien czas F2Pool było największą na świecie firmą zajmującą się wydobyciem bitcoinów.

### Prywatny lot kosmiczny
31 marca (1 kwietnia UTC) 2025 roku pomyślnie zakończyła się misja Fram2 statku kosmicznego Crew Dragon. Był to pierwszy lot, który odbył się na orbicie polarnej, czyli człowiek przeleciał nad biegunami Ziemi. Misja trwała 3,5 dnia i zakończyła się 4 kwietnia 2025 r. Było to pierwsze wodowanie na Pacyfiku w ramach misji Crew Dragon. 
Projekt Fram2 był finansowany ze środków prywatnych i dowodzony przez Wanga, a obsługiwany przez SpaceX za pomocą statku kosmicznego Crew Dragon. Oprócz Wanga na pokładzie znajdowała się jego cywilna załoga — Jannicke Mikkelsen, Rabea Rogge i Eric Philips. W 2023 roku Wang wpadł na pomysł lotu kosmicznego na biegun i zaproponował go firmie SpaceX. Załoga przeprowadziła 22 eksperymenty skupione na zdrowiu człowieka i technologii eksploracji kosmosu, w tym pierwsze zdjęcie rentgenowskie w kosmosie. Od sierpnia 2023 r. posiada obywatelstwo Malty i został pierwszym mieszkańcem Malty, który poleciał w kosmos. Był to również pierwszy raz, kiedy w cywilnym locie kosmicznym wzięli udział obywatele spoza Stanów Zjednoczonych. On i załoga spędzili dwa miesiące na szkoleniu w siedzibie SpaceX w Kalifornii. Wang, stawiając sobie za cel odwiedzenie każdego kraju na Ziemi, zaplanował podróż kosmiczną jako swój tysięczny lot.
Stowarzyszenie Uczestników Lotów Kosmicznych (Association of Space Explorers) przyznało mu Universal Astronaut Insignia za lot orbitalny (nr 626).